# Bioparco di Sicilia
Il Bioparco di Sicilia è un parco naturalistico a Villagrazia di Carini (a pochi chilometri da Palermo), nato nel 1999.
All'interno si trovano spazi espositivi che ospitano: modelli di dinosauri a grandezza naturale, piante tropicali, rettili, un giardino zoologico, un giardino botanico (quest'ultimo di circa 60000 m²).

## Storia
Il parco viene inaugurato nel 1999 con riproduzione a grandezza naturale di 20 dinosauri. Nel 2001 ha visto la realizzazione dell’Acquario con pesci d’acqua dolce e salata e l'ampliamento delle aree divertimento per i piccoli ospiti del Parco. Nel 2002 è iniziato il programma per la realizzazione del giardino zoologico con l'immissione di numerose specie animali provenienti dai diversi continenti.
Il Bioparco di Sicilia fa parte della UIZA.